# Карликова галактика Насоса
Карликова галактика Насоса — карликова сфероїдальна/нерегулярна галактика. Вона перебуває на відстані близько 1,3 мегапарсек (4,3 млн. світлових років) від Землі в напрямку сузір'я Насоса. Це четвертий і найтьмяніший член групи галактик Насоса (інша гіпотеза — ці галактики розташовані на зовнішній межі Місцевої групи). Галактика містить зорі різного віку, значну кількість газу й пережила недавній епізод зореутворення. Припускається, що карликова галактика Насоса припливно взаємодіє з невеликою галактики з перемичкою NGC 3109.

## Відкриття
Карликова галактика Насоса вперше була каталогізована 1985 р. Г.Корвіном, Жераром де Вокулером і А. де Вокулером. Пізніше двома групами астрономів (1985 і 1987 року) вона була визначена як можлива карликова галактика, розташована неподалік. Це було остаточно підтверджено 1997 року Аланом Вайтінгом, Майком Ірвіном і Джорджем Хау в ході огляду північного неба. Вони виокремили в ній зорі і визначили відстань до галактики — 1,15 Мегапарсек (сучасна оцінка відстані є дещо більшою).
1999 року Сідні ван ден Берг ідентифікував карликову галактику Насоса як четвертого члена групи галактик Насоса — найближчої до Місцевої групи галактик —, куди входять також галактики Секстант А, NGC 3109.

## Характеристики
Карликова галактика Насоса класифікується як еліптична карликова галактика типу dE3.5, або як карликова сфероїдальна галактика (dSph) або як перехідний тип галактики від сфероїдальної до неправильної (dSph/Irr). Ця остання класифікація є наслідком зореутворення в цій галактиці в останні 0,1 млрд років.
Карликова галактика Насоса складається з двох компонентів: ядра й старого гало. Ефективний радіус галактики становить близько 0,25 кілопарсек ; дуже низька металічність галактики (<[Fe/H]> від −1,6 до -1,9) означає, що концентрація важких елементів у ній в 40—80 разів менша, ніж на Сонці. Галактика має добре розвинене й легко спостережуване відгалуження червоних гігантів, що дозволяє відносно просто виміряти відстань до галактики. Сумарна світність карликової галактики становить близько 1 млн світностей Сонця (абсолютна зоряна величина MV=-10,3).
Маса зір карлика Насоса оцінюється приблизно в 2–4×106 мас Сонця, а його загальна маса (в межах видимого радіуса) — приблизно 4×107 мас Сонця. Галактика містить зорі всіх віків, переважають старі зорі з віком більше 10 мільярдів років. У галактиці був значний епізод зореутворення близько 100 мільйонів років тому, але молоді зорі зосереджені у центральній частині галактики.
Карлик Насоса є незвичайним серед карликових сфероїдальних галактик тому, що він містить велику кількість (7 ×105 мас Сонця) нейтрального атомарного водню ; при цьому в ньому відсутні істотні зони H II і активне зореутворення в цей час.

## Розташування і взаємодія
Карлик Насоса перебуває приблизно за 1,31 Мегапарсека (4 × 106 світлових років) від Землі у сузір'ї Насоса. Його відстань від барицентра Місцевої групи становить близько 1,7 мегапарсек, за межами Місцевої групи (3,1 мегапарсек у  ширину); припускається, що вона є членом окремої групи карликових галактик — групи Насоса. Карлик Насоса на небі лежить неподалік від невеликої спіральної/нерегулярної галактики NGC 3109  (кутова відстань між ними — 1,18°, що відповідає фізичній відстані від 29 до 180 кпк залежно від радіального розділу).
Карлик Насоса й NGC 3109 можуть бути гравітаційно пов'язаними, якщо відстань між ними не дуже велика. Однак їх швидкість відносно один одного (43 км/с) робить сумнівним, що вони насправді є зв'язаною системою, особливо якщо відстань між ними ближче до верхньої межі  180 кпк. Якщо вони гравітаційно пов'язані, їх спільна маса може досягати 78 мільярдів сонячних мас.
Спостереження також показали, що NGC 3109 має збурення в газоподібному диску, яке рухається з тією ж швидкістю, що і газ в карлику Насоса, вказуючи на те, що дві галактики були у близькому контакті близько одного мільярда років тому.